# Извне (фильм, 1986)
«Извне́» (англ. From Beyond, известен также под названием «С того́ све́та») — фильм 1986 года режиссёра Стюарта Гордона. На основе по мотивам рассказа Говарда Филлипса Лавкрафта «Извне» 1920 года. Премьера фильма состоялась 5 июня 1986 года.

## Сюжет
Физик Эдвард Преториус и его ассистент Кроуфорд Тиллингаст создали аппарат — магнитный резонатор, стимулирующий шишковидную железу и позволяющий таким образом проникать в другие измерения. Однако испытания прибора, во время которых нечто ужасное проникает из иного измерения в наш мир, приводят Кроуфорда в сумасшедший дом. Преториуса находят обезглавленным на полу собственной лаборатории, причем голова будто отвинчена от туловища.
Обвинения в убийстве падают на ассистента, но тот бредит существами из иного мира. Молодая женщина-психиатр Кэтрин Мак-Майклс желает докопаться до истины и убеждает Кроуфорда возобновить испытания аппарата, поскольку видит в нём ключ к разгадке тайн шизофрении. Кэтрин, Кроуфорд и сопровождающий их полицейский Бабба Браунли приезжают в лабораторию. Включив прибор, они встречают пришедшего из иного измерения живого Преториуса, однако тот уже перестал быть человеком. Монстр, в которого превратился учёный, одержим только одним желанием: поглощать все живое в нашем мире. Кроуфорд вовремя выключает резонатор, но увиденное изменяет Кэтрин. Она начинает вести себя раскованно и даже одевается в одежду для занятий садомазохистскими играми (в доме Преториуса всегда была подобная атрибутика, так как возбуждённый мозжечок оказывает возбуждающее действие на половую систему).
Когда Бабба останавливает Кэтрин при попытке изнасиловать Кроуфорда, аппарат вдруг включается сам по себе — вырванные и разрубленные провода соединяются друг с другом и с резонатором с помощью силовых линий, и полицейский погибает от роя «насекомых», прилетевших из иного мира и съевших его заживо. С этого момента Кэтрин и Кроуфорд теряют контроль над экспериментом. Аппарат не поддается отключению. Во время одного из самопроизвольных включений резонатора шишковидная железа Кроуфорда пробивает лобную кость, форма черепа его изменяется и он начинает видеть все в каком-то неясном переливающемся свете, сходя с ума — теперь ему нужно питаться человеческим мозгом, чтобы чувствовать себя хорошо. Отключить резонатор Кэтрин смогла, только облив его пеной из огнетушителя.
Кэтрин и Кроуфорд попадают в психиатрическую клинику, оба — в качестве пациентов. Но обоих влечет неведомая сила к резонатору, и оба бегут из клиники. Один — чтобы снова его включить. Другая — понимая, что единственное спасение для них — уничтожить лабораторию. Кроуфорд, поглощённый монстром, внезапно вылезает из его пасти и сражается до тех пор, пока они оба не превращаются в скелеты с лохмотьями плоти. Кэтрин приводит в действие механизм бомбы, навсегда уничтожающей резонатор, и спасаясь от взрыва, прыгает в окно с третьего этажа, ломает ноги и сходит с ума.

## В ролях
- Джеффри Комбс — Кроуфорд Тиллингаст
- Барбара Крэмптон — доктор Кэтрин Макмайклз
- Тед Сорель — доктор Эдвард Преториус
- Кен Фори — Бабба Браунли
- Кэролайн Пёрди-Гордон — доктор Блох
- Банни Саммерс — соседка
- Брюс МакГуайр — Джордан Филдс

## Производство
С целью уменьшения расходов фильм был снят в Италии с местными работниками. По словам Гордона, съёмки в США обошлись бы в 15 млн долларов, в то время как зарубежное производство позволило уменьшить стоимость до 2,5 млн. Фильм снимался в павильоне «Диночитта» возле Рима. Павильон был изначально построен Дино де Лаурентисом, но передан правительству в счёт уплаты налогов, а затем продан Empire Studios.
Как и при съёмках своего первого фильма «Реаниматор», Гордон обратился к услугам медицинских консультантов, чтобы быть уверенным, что врачебные процедуры будут показаны корректно. Над спецэффектами работали четыре команды. По словам Юзны, деньги закончились до того, как эффекты были закончены. За спецэффекты в фильме отвечал Джон Бюхлер. В составе студии Марка Шострома работали, в том числе, Грэг Никотеро и Роберт Куртцман, основавшие совместно с Говардом Бергером через несколько лет компанию по производству спецэффектов K.N.B. EFX Group.

## Награды и номинации
- 1986 — три приза Каталонского кинофестиваля в Ситжесе: лучший оригинальный саундтрек (Ричард Бэнд), лучшие спецэффекты (Джон Нолин, Энтони Даблин), Приз Каталонской ассоциации критиков и сценаристов (Стюарт Гордон)
- 1987 — три номинации на премию «Сатурн»: лучший фильм ужасов, лучшая актриса (Барбара Крэмптон), лучший грим